# Långedrag

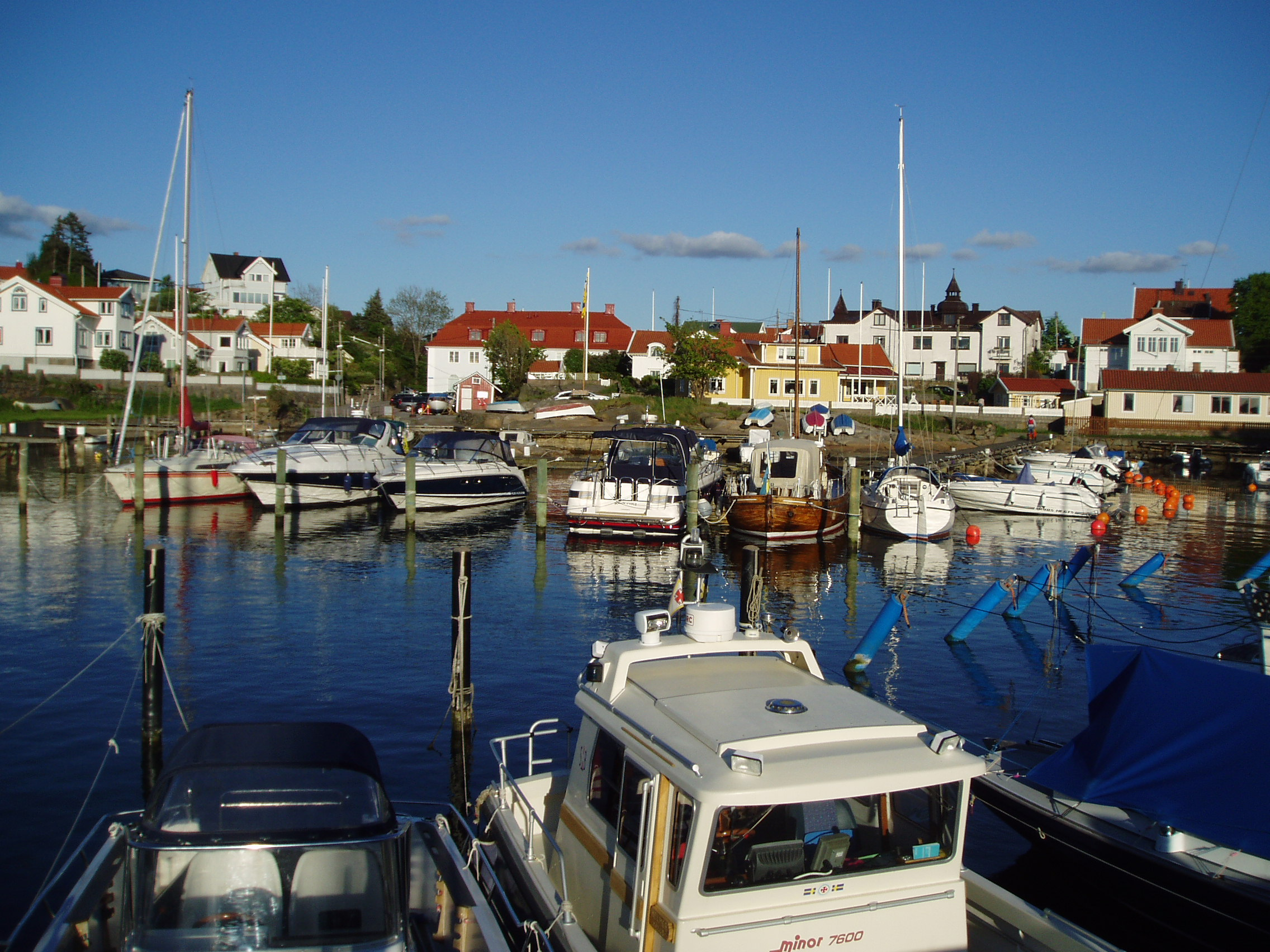
Långedrags båthamn.

Långedrag uttal (fil) är ett primärområde i stadsområde Sydväst i Göteborgs kommun.
Långedrag är beläget i Västra Frölunda socken och ingick efter kommunreformen 1862 i Västra Frölunda landskommun. I denna inrättades 19 augusti 1910 Långedrags municipalsamhälle, vilket 1 januari 1922 uppgick i Älvsborgs municipalsamhälle. Detta i sin tur upplöstes 1 januari 1945 när landskommunen uppgick i Göteborgs stad.

## Historik

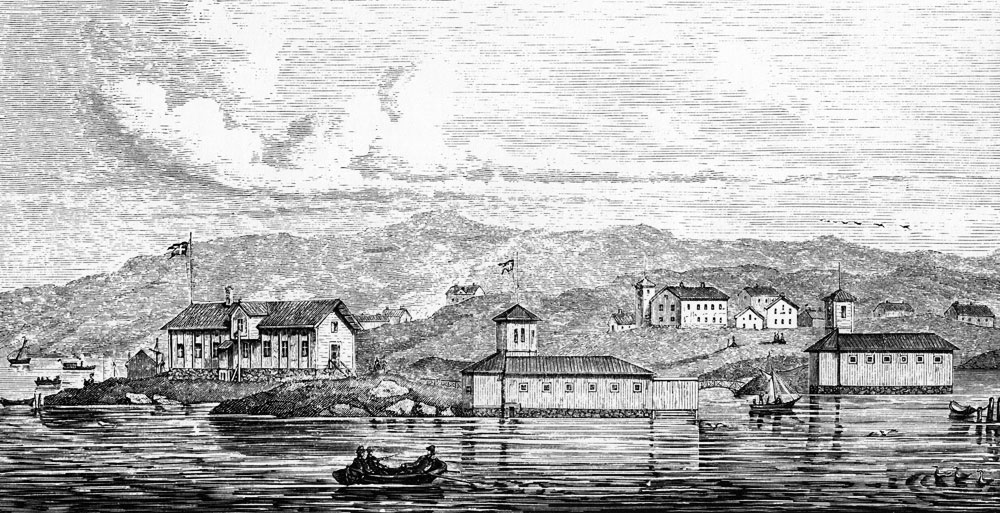
Långedrags badställe 1865.
Teckning av Otto August Mankell i Ny Illustrerad Tidning.

Namnet Långedrag påträffas första gången år 1766 och avsåg då ett salteri och ett fiskeläge. Innebörden av namnet anses komma av "den långa, för vinden utsatta segelleden utanför Västerberget" (Långe-) och "öppet vatten där vinden ligger på" (-drag).
Den stora sillruschen i slutet av 1700-talet bidrog till utvecklingen av Långedrag och att en väg anlades till Göteborg. Vägen blev en viktig led speciellt under svåra vintrar då fjorden och älven var stängda av is.
I mitten av 1800-talet började ångbåten Delphin göra regelbundna dagsresor med badgäster till Långedrag. Kallbadhus med separata avdelningar för herrar och damer och en restaurang byggdes. Tomter började avstyckas för sommarboende och ganska snart också för åretruntboende.
År 1911 fick den nystartade Göteborgs kanotförening disponera ett område på Ängholmen.
Göteborgs Kungliga Segelsällskap och Långedragsskolorna ligger i området. Göteborgs spårväg trafikerar området med Långedragslinjen. Området har fått ge namn åt de så kallade  Långedragsjullarna - rejäla och sjövärdiga små skolsegelbåtar i ett antal storlekar.

## Nyckeltal

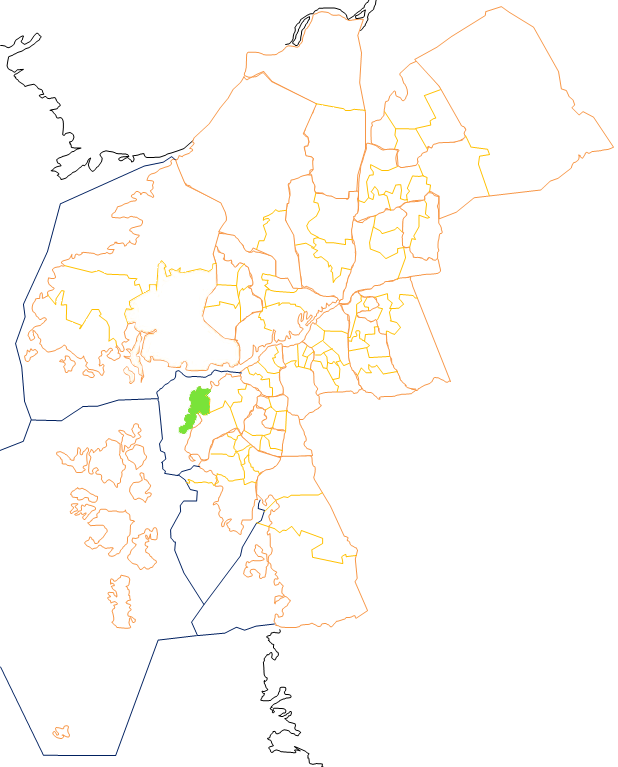
Långedrag

Nyckeltalen redovisar statistik som beskriver Göteborg och dess 96 delområden, primärområden, per den 31 december och kan användas för att jämföra de olika områdena. Nedan redovisas uppgifter för primärområdet och jämförelse görs mot uppgifterna för hela kommunen.
|                                                           | Långedrag  | Hela Göteborg |
| --------------------------------------------------------- | ---------- | ------------- |
| Folkmängd                                                 | 2 077      | 587 549       |
| Befolkningsförändring 2020–2021                           | +11        | +4 493        |
| Andel födda i utlandet                                    | 10,2 %     | 28,3 %        |
| Andel utrikes födda eller med två utrikes födda föräldrar | 12,5 %     | 38,1 %        |
| Medelinkomst                                              | 626 300 kr | 332 400 kr    |
| Arbetslöshet                                              | 2,7 %      | 6,6 %         |
| Antal ersatta dagar från F-kassan per person (16-64 år)   | 8,3        | 19,5          |
| Andel med eftergymnasial utbildning (minst 3 år)          | 56,8 %     | 37,9 %        |
| Andel bostäder före 1941                                  | 36,7 %     |               |
| Andel bostäder i allmännyttan                             | 0,0 %      | 25,9 %        |
| Antal färdigställda bostäder 2021                         | 0          |               |
| Andel bostäder i småhus                                   | 91,4 %     | 18,3 %        |

## Stadsområdes- och stadsdelsnämndstillhörighet
Primärområdet tillhörde fram till årsskiftet 2020/2021 stadsdelsnämndsområdet Västra Göteborg och ingår sedan den 1 januari 2021 i stadsområde Sydväst.

## Bilder

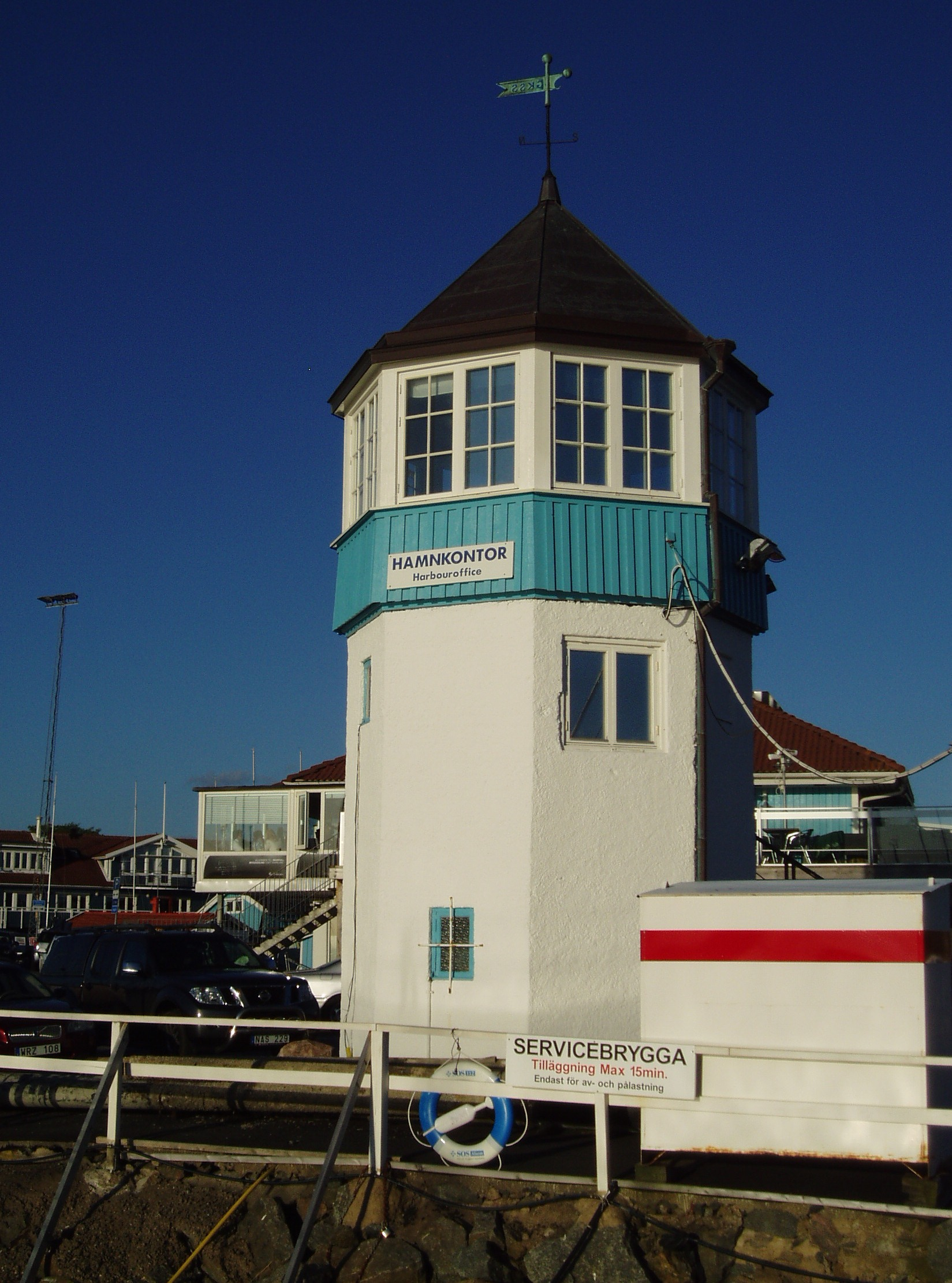
Hamnkontoret i Långedrag.
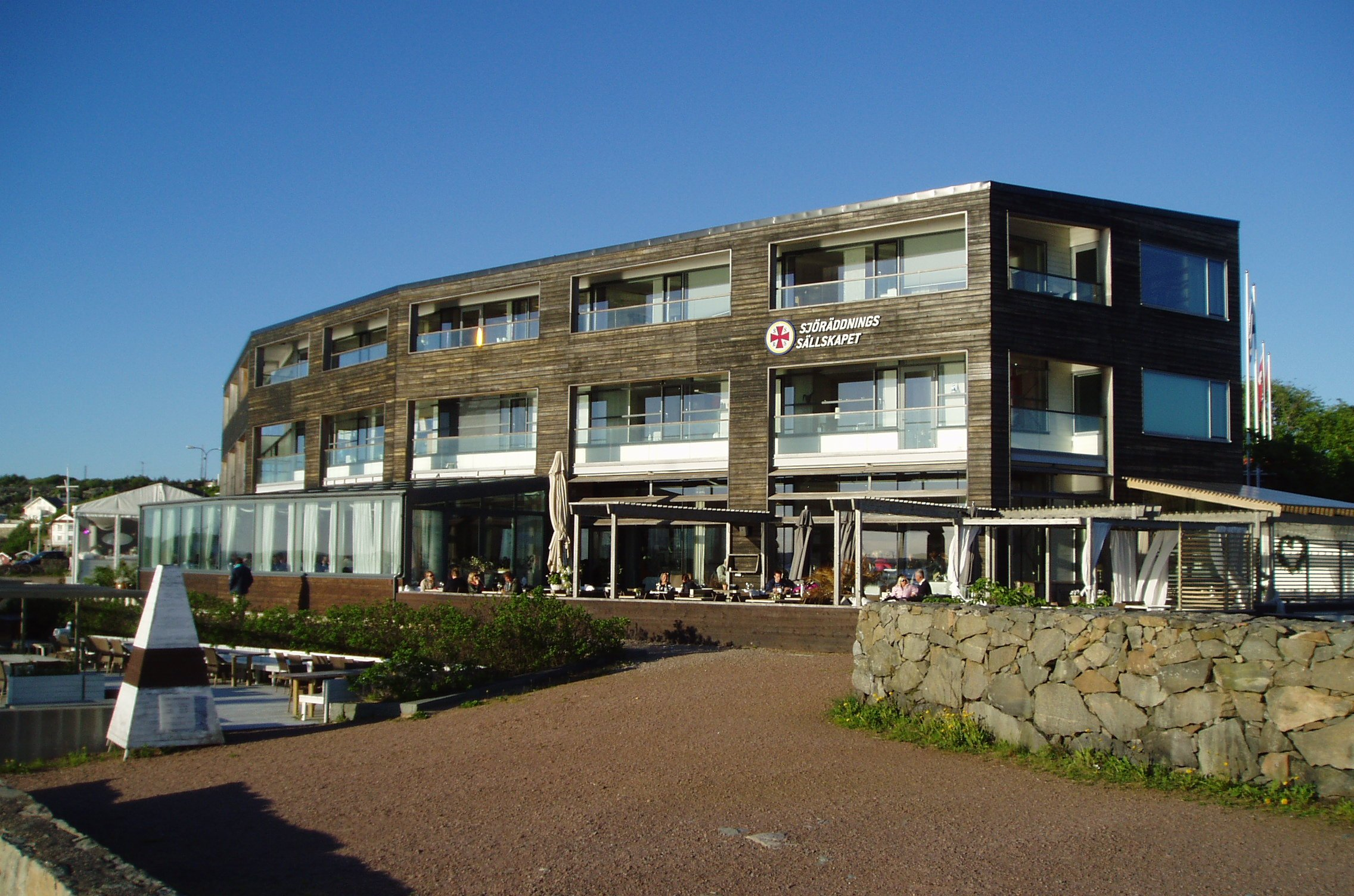
Sjöräddningssällskapets kontor samt Långedrags värdshus.
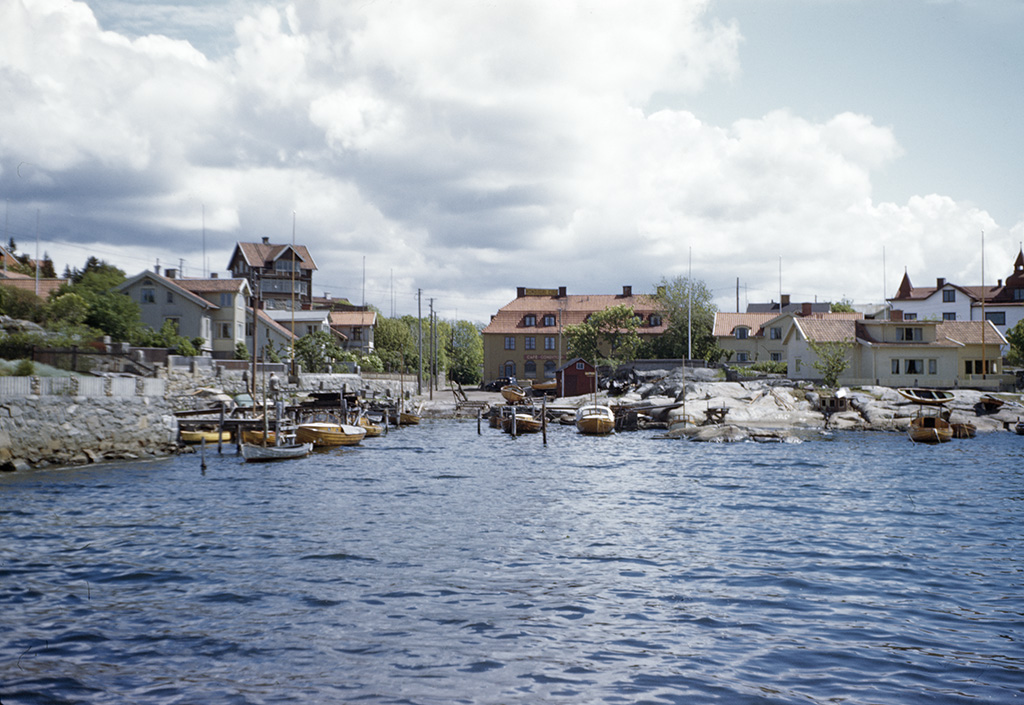
Den gamla hamnen i Långedrag. Bilden är tagen 1948.